# Connie Nielsen
Connie Nielsen (ur. 3 lipca 1965 we Frederikshavn) – duńska aktorka filmowa i telewizyjna.
Swoją karierę aktorską rozpoczęła w wieku 15 lat. Zna biegle siedem języków: angielski, duński, francuski, niemiecki, szwedzki, norweski i włoski. Jest rozwiedziona, ma dwóch synów: Sebastiana (ur. 1990) i Bryce’a Thadeusa Ulrich-Nielsena (ur. 2007). W latach 2003–2012 była w związku z perkusistą grupy Metallica Larsem Ulrichem.
Popularność przyniósł jej horror Adwokat diabła (1997), ale najbardziej znanym filmem z jej udziałem był nagrodzony pięcioma Oscarami dramat historyczny Gladiator (2000) w reżyserii Ridleya Scotta.
Zasiadała w jury konkursu głównego na 72. MFF w Berlinie (2022).

## Wybrana filmografia
- 1993: Podróż jako Ronnie Freeland
- 1997: Adwokat diabła jako Cristabella
- 1998: Żołnierz przyszłości (Soldier) jako Sandra
- 1998: Wieczna północ jako Dagmar
- 2000: Gladiator jako Lucilla
- 2000: Misja na Marsa jako Terri Fisher
- 2002: VI Batalion jako Margaret
- 2002: Zdjęcie w godzinę jako Nina Yorkin
- 2003: Nożownik jako Abby Durell
- 2003: Sekcja 8. jako Osborne
- 2004: Bracia jako Sarah
- 2004: Zwrot do nadawcy jako Charlotte Cory
- 2005: Zimne dranie jako Renata
- 2006: W stanie zagrożenia jako Lead
- 2007: Battle in Seattle jako Jean
- 2008: Danny Fricke jako Danny Fricke
- 2008: Shine of Rainbows, A jako Maire
- 2009: Tonight at Noon jako Laura
- 2010: Between the Lines jako Cora
- 2017: Liga Sprawiedliwości jako Hippolita
- 2017: Wonder Woman jako Hippolita
- 2019: Znajdę Cię jako Lena Moser-Drabowska
- 2020: Wonder Woman 1984 jako Hippolita
- 2021: Liga Sprawiedliwości Zacka Snydera jako Hippolita
- 2021: Nikt jako Becca Mansell
- 2023: Zabójcza gra jako Gwen Carver
- 2023: Origin jako Sabine
- 2024: Gladiator II jako Lucilla